# Scorpion (album van Drake)
Scorpion is het vijfde studioalbum van de Canadese rapper Drake. Het album werd op 29 juni 2018 uitgebracht op de labels Cash Money Records, Republic Records en Young Money Entertainment. Scorpion is een dubbelalbum bestaande uit 25 nummers. De eerste schijf is voornamelijk hiphop, terwijl de tweede schijf wordt omschreven als R&B en pop. Het album bevat gastoptredens van Jay-Z en Ty Dolla Sign, evenals postume optredens van Michael Jackson en Static Major.
Het album werd ondersteund door de singles "God's Plan", "Nice for What", "I'm Upset", "Don't Matter to Me", "In My Feelings", "Nonstop" en "Mob Ties", waarvan de eerste, de tweede en de vijfde ("God's Plan", "Nice for What" en "In My Feelings") de eerste plaats behaalden in de Amerikaanse Billboard Hot 100.

## Tracklist
| 1.                 | Survival            | No I.D., 40                        | 2:16 |
| 2.                 | Nonstop             | Tay Keith, No I.D., Noel Cadastre  | 3:58 |
| 3.                 | Elevate             | Nonstop da Hitman, PartyNextDoor   | 3:04 |
| 4.                 | Emotionless         | No I.D., 40, The 25th Hour         | 5:02 |
| 5.                 | God's Plan          | Cardo, Yung Exclusive, Boi-1da, 40 | 3:19 |
| 6.                 | I'm Upset           | Oogie Mane                         | 3:34 |
| 7.                 | 8 Out of 10         | Boi-1da, Sweet, OB O'Brien         | 3:15 |
| 8.                 | Mob Ties            | Boi-1da, Ritter                    | 3:25 |
| 9.                 | Can't Take a Joke   | ModMaxx                            | 2:43 |
| 10.                | Sandra's Rose       | DJ Premier, Maneesh                | 3:36 |
| 11.                | Talk Up (met Jay-Z) | DJ Paul, TWhy Xclusive             | 3:43 |
| 12.                | Is There More       | Wallis Lane, Preme, Rashad         | 3:46 |
| Totale duur: 41:41 |                     |                                    |      |

| 1.                 | Peak                                           | 40                                            | 3:26 |
| 2.                 | Summer Games                                   | 40, No I.D.                                   | 4:07 |
| 3.                 | Jaded                                          | Cadastre                                      | 4:22 |
| 4.                 | Nice for What                                  | Murda Beatz, Blaqnmild, 40, Corey Litwin      | 3:30 |
| 5.                 | Finesse                                        | Cadastre                                      | 3:02 |
| 6.                 | Ratchet Happy Birthday                         | Boi-1da, Sweet, D10                           | 3:27 |
| 7.                 | That's How You Feel                            | Cadastre                                      | 2:37 |
| 8.                 | Blue Tint                                      | Supah Mario, Illmind, Taz Taylor, JR Hitmaker | 2:42 |
| 9.                 | In My Feelings                                 | TrapMoneyBenny, Blaqnmild, 40                 | 3:37 |
| 10.                | Don't Matter to Me (met Michael Jackson)       | 40, Nineteen85                                | 4:05 |
| 11.                | After Dark (met Static Major en Ty Dolla Sign) | Capo, Shaun Harris, 40, Static Major          | 4:49 |
| 12.                | Final Fantasy                                  | Boi-1da, 40, Sweet                            | 3:39 |
| 13.                | March 14                                       | T-Minus, Valle                                | 5:09 |
| Totale duur: 48:32 |                                                |                                               |      |